# 西巴斯 (緬因州)
西巴斯（英語：West Bath）是一個位於美國緬因州薩加達霍克縣的鎮。

## 人口
根據2020年美國人口普查的數據，西巴斯的面積為38.85平方千米，當中陸地面積為30.82平方千米，而水域面積為8.03平方千米。當地共有人口1910人，而人口密度為每平方千米49人。